# Margaret Bailes
Margaret Ann Johnson-Bailes, ameriška atletinja, * 23. januar 1951, Bronx, New York, ZDA.
Nastopila je na poletnih olimpijskih igrah leta 1968, kjer je osvojila naslov olimpijske prvakinje v štafeti 4x100 m s svetovnim rekordom 42,8 s ter peto mesto v teku na 100 m in sedmo v teku na 200 m.